# Myotis thysanodes
Myotis thysanodes (Miller, 1897) è un pipistrello della famiglia dei Vespertilionidi diffuso nell'America settentrionale.

## Descrizione

### Dimensioni
Pipistrello di piccole dimensioni, con la lunghezza della testa e del corpo tra 43 e 59 mm, la lunghezza dell'avambraccio tra 40 e 47 mm, la lunghezza della coda tra 34 e 45 mm, la lunghezza del piede tra 9 e 10 mm, la lunghezza delle orecchie tra 16 e 20 mm, e un peso fino a 8 g.

### Aspetto
La pelliccia è lunga e leggermente lanosa. Le parti dorsali sono giallo-crema, mentre le parti ventrali sono bianche. La base dei peli è ovunque nerastra. Il muso, le membrane alari e le orecchie sono neri. Queste ultime sono relativamente lunghe e strette. Le ali sono attaccate posteriormente alla base delle dita del piede. L'estremità della lunga coda si estende oltre l'ampio uropatagio, il cui margine libero è vistosamente frangiato. Il calcar è robusto e privo di lobi di rinforzo. Il cariotipo è 2n=44 FNa=50.

## Biologia

### Comportamento
Si rifugia all'interno di grotte, miniere ed edifici. Durante la notte i siti sono differenti. Forma gruppi di 200-300 individui che durante l'estate sono divisi per sesso e possono presentarsi anche sotto forma di vivai. Le popolazioni più settentrionali migrano più a sud sebbene la loro esatta destinazione sia ignota. L'attività predatoria inizia subito dopo il tramonto con il picco circa un'ora dopo. Il volo è lento ma manovrato.

### Alimentazione
Si nutre di insetti, particolarmente di coleotteri i quali vengono raccolti sopra la vegetazione.

### Riproduzione
Le nascite avvengono alla fine di giugno e i primi di luglio in Messico.

## Distribuzione e habitat
Questa specie è diffusa dalla Columbia Britannica e Dakota del Sud attraverso tutti gli Stati Uniti d'America occidentali fino allo stato messicano meridionale del Chiapas.
Vive nelle pinete, nei querceti ed anche in boscaglie e gineprai fino a 3.400 metri di altitudine.

## Tassonomia
Sono state riconosciute 4 sottospecie:
- M. t. thysanodes: Columbia Britannica meridionale, stati di Washington settentrionale, centrale e sud-orientale, Oregon orientale, Idaho, California centrale, meridionale e nord-orientale, Nevada, Utah, Colorado, Arizona, Nuovo Messico, Texas sud-occidentale; Messico settentrionale e centrale fino a Città del Messico;
- M. t. aztecus (Miller & G. M. Allen, 1928): Stati messicani meridionali di Oaxaca e Chiapas;
- M. t. pahasapensis (Jones & Genoways, 1967): Wyoming orientale, Dakota del Sud sud-occidentale, Nebraska occidentale
- M. t. vespertinus (Manning & Jones, 1988: Washington sud-occidentale, Oregon occidentale, California nord-occidentale.

## Conservazione
La IUCN Red List, considerato il vasto areale e la presenza in diverse aree protette, classifica M.thysanodes come specie a rischio minimo (Least Concern)).